# ارتم مالیش
ارتم مالیش (اوکراینی: Артем Володимирович Малиш؛ زادهٔ ۱۵ ژوئیهٔ ۲۰۰۰) بازیکن فوتبال اهل اوکراین است.
وی همچنین در تیم ملی فوتبال Ukraine U18 بازی کرده‌است.